# Lipcsey György
Lipcsey György (Dunaszerdahely, 1955. január 5. –) szlovákiai magyar szobrász.

## Élete
A pozsonyi Iparművészeti Központban dolgozott, majd 1982-ben Dunaszerdahelyre költözött. A helyi Művészeti Népiskola pedagógusa, valamint a dunaszerdahelyi KMG munkatársa. Alapító tagja az 1989-ben létrejött Cseh-Szlovákiai, majd 1992-től Szlovákiai Magyar Képzőművészek Társaságának, 1995-től pedig annak elnöki tisztét is betölti.

## Díjai, elismerései
- 2006: Munkácsy-díj.

## Egyéni kiállításai
- 1987 • CSM, Dunaszerdahely
- 1989 • DMM, Komárom (CSZ)
- 1993 • Komáromi Kisgaléria
- 1996 • Duna Galéria (Budapest), CSM, Dunaszerdahely

## Csoportos kiállításai (válogatás)
- 1990 • Cseh-Szlovákiai Magyar Képzőművészek kiállítása, DMM, Komárom
- 1991 • Szlovákiai magyar képzőművészek kiállítása, Budapest Galéria, Budapest • Időben és térben - csehszlovákiai magyar szobrászok kiállítása - Duna Galéria, Budapest
- 1994 • Csallóközi képzőművészek kiállítása, Árkád Galéria, Budapest • Ansbach • Dunaszerdahelyi KMG • Trenčín '89, Trencsén
- 1995 • Kortárs szlovák szobrászat, Trencsén • Szlovákiai Magyar Képzőművészek Társasága, 2. tagsági kiállítás, DMM, Komárom (CSZ)
- 1996 • Szlovákiai és Magyarországi Művészek (MKIT), MVSZ • Magyar Köztársaság Kulturális Intézet, Pozsony.

## Művei közgyűjteményekben
- KMG, Dunaszerdahely.

## Köztéri művei
- Bartók Béla (1992, Nagymegyer)
- Jedlik Ányos (bronz, 1993, Szimő)
- Az 1848-49-es szabadságharc emlékműve (kő, 1994, Dunaszerdahely)
- II. világháború emlékműve (kő, bronz, 1996, Pozsonyeperjes)
- Mátyás király (1997, Nagymegyer)
- Életfa (kő, 1998, Ekecs, Szlovákia)

## Kötetei
- Jelek; AB-art, Dunajská Streda, 2004
- Szobrok; ford. Juhász Katalin, Jitka Rožňová. utószó Wehner Tibor; AB-art, Bratislava, 2011 (angol és szlovák nyelven is)
- Köztéri szobrok; AB-ART, Pozsony, 2012
- Lipcsey. Szobrok, rajzok, írások; szerk. Kulcsár Ferenc; Lipcsey Polgári Társulás, Dunajská Streda, 2018